# Kristijan Naumovski
Kristijan Naumovski (* 17. September 1988 in Skopje) ist ein nordmazedonischer Fußballspieler.

## Karriere

### Verein
Naumovski begann seine Karriere bei Rabotnički Skopje in der Prva-Liga, wo er im Verlauf der Saison 2008/09 zum Stammtorhüter aufstieg.
Im Sommer 2010 wechselte er in die rumänische Liga 1 zu Dinamo Bukarest. Dort war er der Stellvertreter von Cristian Bălgrădean. Im Jahr 2012 gewann er den rumänischen Pokal.
Im Sommer 2014 schloss er sich dem bulgarischen Spitzenklub Lewski Sofia an. Dort kam er in der Hinrunde 2014/15 als Ersatzmann von Plamen Iliew lediglich auf drei Einsätze und kehrte Anfang 2015 zu Dinamo zurück. Dort war er anfangs noch die Nummer eins zwischen den Pfosten, musste nach sechs Spielen aber den Platz für Traian Marc räumen.
Im Juli 2015 verließ er Dinamo wieder und wechselte zu TSW Pegasus FC nach Hongkong.

### Nationalmannschaft
Naumovski bestritt bisher sechs Spiele für die mazedonische Fußballnationalmannschaft. Er debütierte am 14. November 2009 im Freundschaftsspiel gegen Kanada. Danach dauerte es mehr als drei Jahre, ehe er am 14. Dezember 2012 gegen Polen das Tor hütete.

## Erfolge
Dinamo Bukarest
- Rumänischer Pokalsieger: 2012